# Dóczy család (németkeresztúri)
A németkeresztúri báró Dóczy család egy 19. században nemességet kapott magyar család.

## Története
A család eredeti neve Dux volt, első ismert őse Dux Mór gazdag bőrkereskedő. Mór 1875-ben Dóczira változtatta vezetéknevét. Rosenberg Rózától született egyik fia, Lajos előbb nemesi, majd 1900. május 12-én bárói címet kapott. Lajos a legkiemelkedőbb tagja ennek a családnak, aki többek között újságíró, költő, színműíró és miniszteri osztálytanácsos is volt. Leszármazottai a második világháború vége óta Bécsben élnek.